# Ca d'ajuda
El ca d'ajuda o ca alà va ser un tipus de ca emprat a les Illes Balears per guardar i defensar persones o coses, també va ser utilitzat com a ca de brega o de combat, en especial pels bandolers o bandejats de l'illa.

## Origen i característiques
Havien estat criats del segle xiv ençà per caçar bous i esclaus fugitius. En el segle xvi també s'utilitzaven per fer combats entre cans i braus. Segons Serra, «eren cans híbrids, pèl obscur i ulls vermells, així com d'alta trossada. Es caracteritzaven per la seva fidelitat i la seva ferocitat.»

## Arma de combat dels bandejats mallorquins
Jaume Serra considera els cans d'ajuda com l'arma més sorprenent de les colles de bandolers mallorquins, almenys fins que l'any 1573 foren prohibits per les autoritats. Quan les colles de bandolers comptaven amb pocs efectius, era costum reforçar-se amb cans d'ajuda. Fins a la seva prohibició, a les descripcions dels fets dels bandejats és habitual l'acusació de fer mossegar pels cans els seus enemics. A l'enfrontament per rebutjar l'atac corsari contra Sóller el 1562 per part del corsari Otxalí hi participaren, en defensa de la vila, grups de bandejats que davallaren de la muntanya amb els seus cans d'ajuda, causant destrosses a les files enemigues.

## Prohibició i erradicació
Els diversos intents de les autoritats d'eliminar-los no tengueren èxit. El 1573 es va fer un cens complet d'aquests animals, i s'ordenà l'extermini dels que no eren imprescindibles, alhora que es prohibia la seva reproducció. De tota manera, encara en el 1609, el bandejat d'Inca Joan Amer «Castellà» el va fer servir en un assalt a la casa de Mariana Caldenteia, a Pollença. Joan Amer va ser esquarterat segons sentència del 3 de juliol de 1610.
Tot i la seva estricta prohibició a finals del segle xvi, podria ser que el ca de bestiar mallorquí en fos una derivació.